# Raytheon MIM-23 Hawk

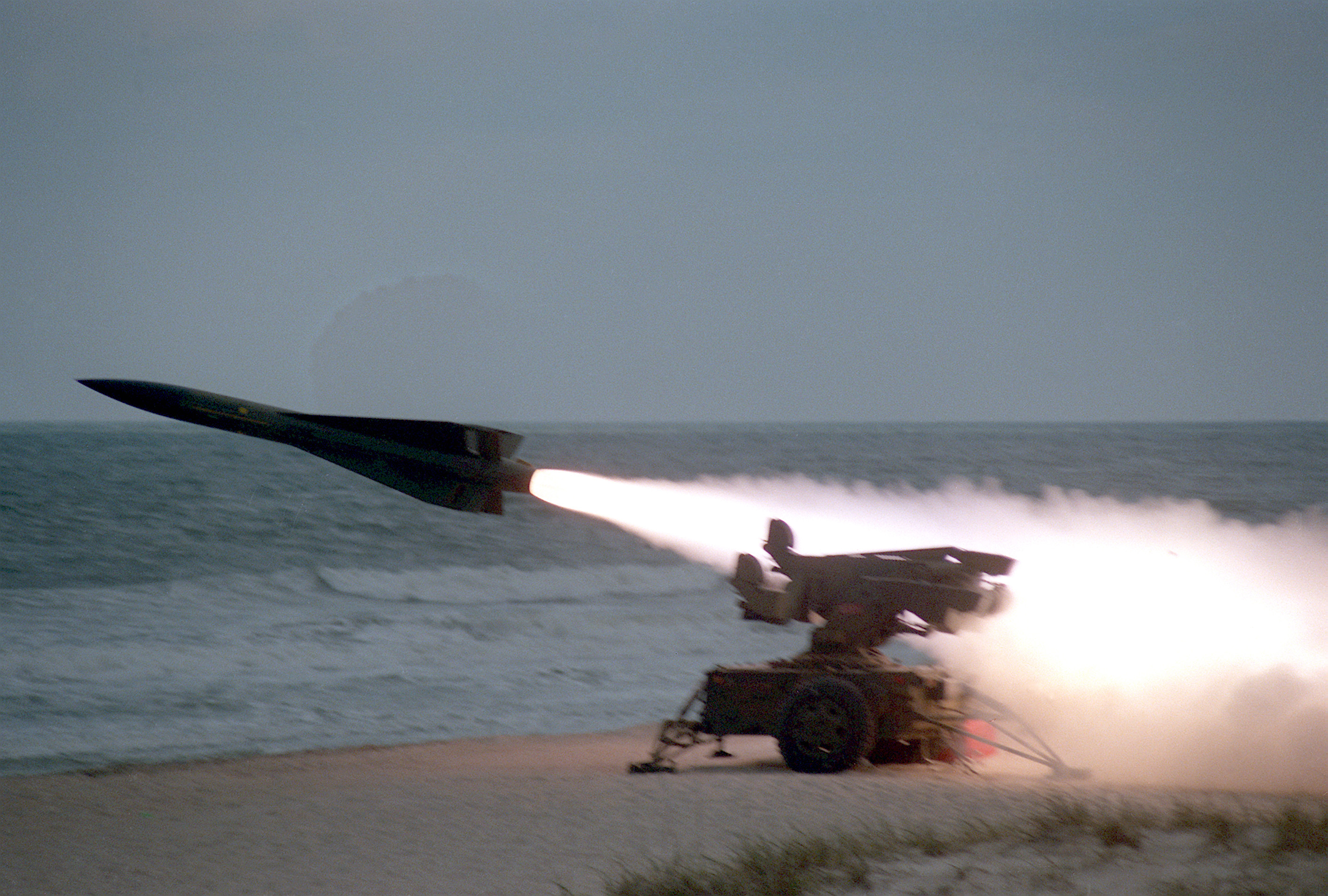
Lancio di un missile

Il Raytheon MIM-23 HAWK è un missile terra-aria (SAM - Surface-to-Air Missile) di fabbricazione statunitense. Il termine "HAWK", è traducibile dall'inglese in Falco, ed è l'acronimo di Homing All the Way Killer.
Si tratta di un missile SAM a medio raggio con guida radar semiattiva, entrato in servizio nel 1960 e da allora numerose volte aggiornato. È un'arma simile al sovietico SA-3 Goa ma con un apparato di guida più simile all'SA-6 Gainful. In servizio ha avuto molto successo, tanto che a metà anni ottanta ne erano stati costruiti circa 40.000 e la produzione avrebbe avuto luogo ancora per qualche anno almeno. Nonostante sia stato radiato dagli Stati Uniti nel 1997 per essere sostituito dallo SLAMRAAM (Surface-Launched AMRAAM), è ancora in uso in diverse parti del mondo.

## Paesi utilizzatori
I seguenti Paesi si sono dotati nel corso degli anni di missili Hawk. 
| - Bahrein - Belgio - Danimarca - Egitto - Francia - Germania - Grecia - Indonesia - Iran - Israele - Italia - Giappone - Giordania - Corea del Sud - Kuwait - Paesi Bassi - Norvegia - Arabia Saudita - Singapore - Spagna - Svezia - Taiwan - Turchia - Emirati Arabi Uniti - USA | Phase II - Belgio - Danimarca - Francia - Germania - Grecia - Indonesia - Italia - Paesi Bassi - USA Phase III - Albania - Egitto - Grecia - Israele - Italia - Paesi Bassi - Arabia Saudita - Singapore - Spagna - Svezia - Taiwan - Emirati Arabi Uniti - USA | HAWK XXI - Turchia - Romania - Marocco |

## Il sistema HAWK in Italia
L'Esercito italiano lo ha utilizzato nei propri reparti di Artiglieria controaerei, dal 1964 fino al 2011.
Nel 1973 vi era un Comando artiglieria controaerei dell'Esercito con il Quartier generale a Padova dal quale dipendevano il 4º Reggimento artiglieria missili controaerei con il Reparto comando di Mantova composto dal I Gruppo missili Hawk (Ravenna, Rimini), dal II Gruppo missili Hawk (Mantova, Cremona) e la 24ª Compagnia trasmissioni (Mantova) ed il 5º Reggimento artiglieria missili controaerei con il Reparto comando di Mestre composta dal I Gruppo missili Hawk (San Donà di Piave, Basiliano, Fontanafredda, Codroipo, Aquileia), dal II Gruppo missili Hawk (Rovigo, Ferrara, Mestre, Vicenza) e la 25ª Compagnia trasmissioni (Mestre).
Le unità hanno preso parte anche all'Operazione Deny Flight, all'operazione DINAK (7 marzo 1999/21 giugno 1999) di supporto all'Operazione Allied Force, dove vi era uno schieramento antiaereo basato  su 4 batterie Hawk dell'Esercito Italiano (Punta Contessa di Brindisi, Torre Veneri di Lecce, Torre Cintola di Monopoli (Italia) ed Aeroporto di Bari-Palese) che hanno contribuito ad assicurare la protezione degli aeroporti della Puglia. 

Ancora hanno partecipato, nel 2002, alla protezione del "Vertice NATO-Russia", alle operazioni della firma della Costituzione europea di Roma nel 2004, nel funerali di Papa Giovanni Paolo II e del successivo insediamento di Papa Benedetto XVI nella Città del Vaticano, nel 2005. Nel febbraio 2006, alla protezione dei XX Giochi olimpici invernali di Torino.